# MRT Gul linje
Gul Linje är en del av MRT  (Metropolitan Rapid Transit) i Bangkok som öppnades sommaren 2023. Linjen startar i norr i anslutning till MRT Lat Phrao och slutar i söder i anslutning till BTS Samrong.
Linjen är en upphöjd tåglinje med förarlösa monorail-tåg från Bombardier. Linjen startar vid MRT Lat Phrao och följer sedan Lat Phrao Road i sydöstlig riktning. Vid korsningen med Srinakarin Road svänger den sedan söderut. Linjen passerar bland annat köpcentrumet Seacon Square Center vid Srinakarin Road. Vid Thepharak Road svänger den sedan i nordvästlig riktning tills den möter Bangkok Skytrain vid stationen BTS Samrong.

## Stationer
- YL1 - Lat Phrao
- YL2 - Phawana
- YL3 - Chok Chai 4
- YL4 - Lat Phrao 71
- YL5 - Lat Phrao 83
- YL6 - Mahat Thai
- YL7 - Lat Phrao 101
- YL8 - Bang Kapi
- YL9 - Yaek Lam Sali
- YL10 - Si Kritha
- YL11 - Hua Mak
- YL12 - Kalantan
- YL13 - Si Nut
- YL14 - Srinagarindra 38
- YL15 - Suan Luang Rama IX
- YL16 - Si Udom
- YL17 - Si Iam
- YL18 - Si La Salle
- YL19 - Si Bearing
- YL20 - Si Dan
- YL21 - Si Thepha
- YL22 - Thipphawan
- YL23 - Samrong